# Осташковський табір НКВС № 45

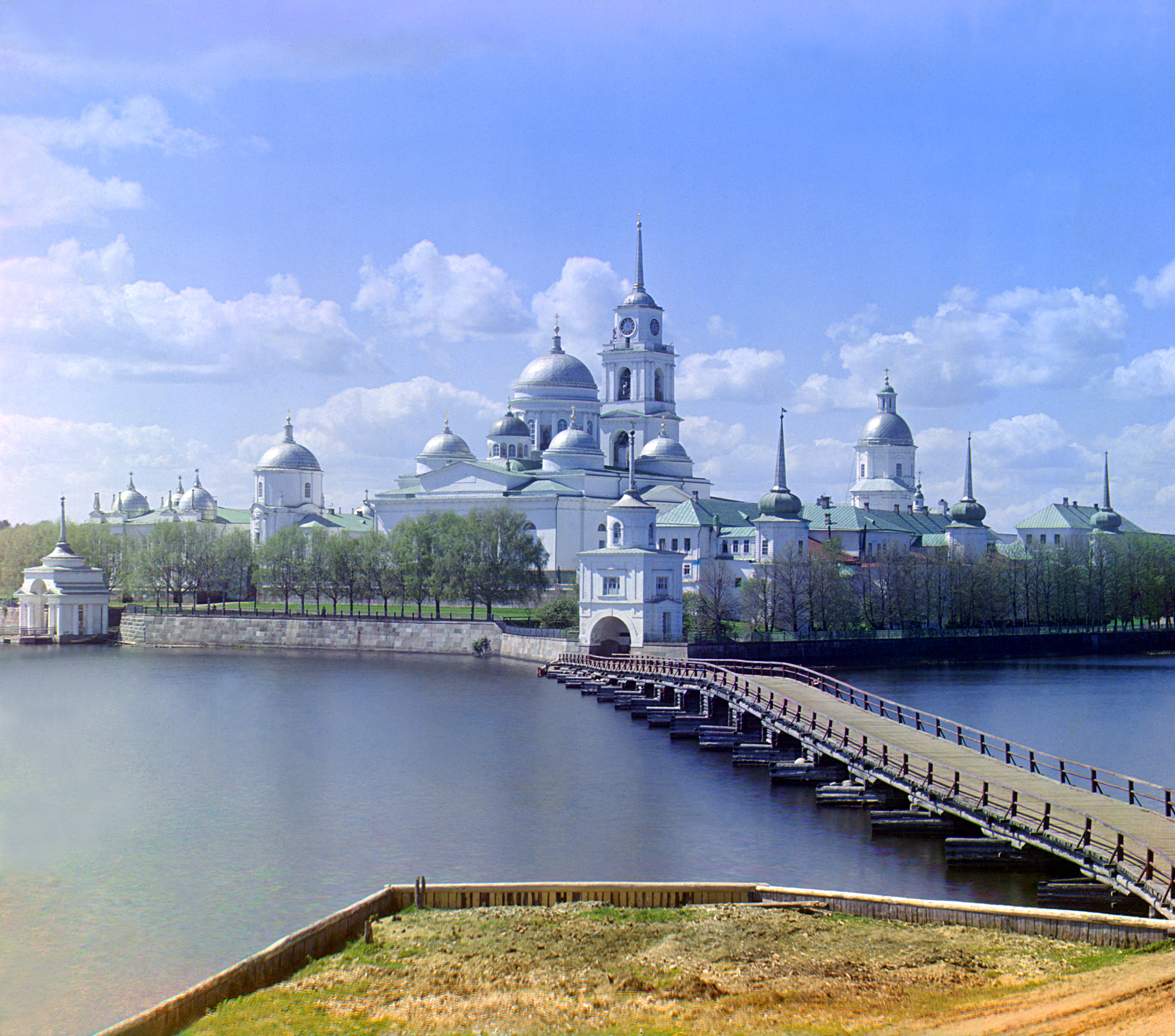
Монастир Ніло-Столобенська пустинь, де містився табір НКВС для вояків Армії Крайової

Осташковський табір НКВС № 45 (пол. Obóz NKWD nr 45 w Ostaszkowie) — спецтабір НКВС в Осташкові, утворений під час німецько-радянської війни для інтернованих вояків Армії Крайової (АК). 
Створений на місці табору, де утримували польських військовополонених після вересневої кампанії 1939 р.
Туди направляли поляків із Білостока, Ломжі, Білої Підляської, Гродна, Остроленки та Сувалок. Перша партія прибула в табір із Білостока 19 листопада 1944, наступні дві — під кінець року. У таборі перебувало близько 3000 душ, серед них — 300 жінок.